# Los amantes pasajeros
Los amantes pasajeros (en català "els amants passatgers") és una pel·lícula espanyola del 2013 escrita i dirigida per Pedro Almodóvar. És la dinovena pel·lícula de la carrera del director i suposa una tornada a la comèdia. Tant el cartell com el disseny gràfic fou realitzat per Javier Mariscal.

## Argument
En un vol a Mèxic DF d'un Airbus A340 de la companyia Península, sorgeix un problema greu, en què els passatgers, en veure's en perill de mort, a poc a poc començaran a treure els seus secrets més íntims.
Alguns dels passatgers són un particular trio d'hostesses, en Fajas (Carlos Arece), en Joserra (Javier Cámara) i l'Ulloa (Raúl Arévalo); una vident anomenada Bruna (Lola Dueñas), que encara és verge, car espanta els homes; el copilot de l'avió Benito Morón (Hugo Silva); el comandant de l'avió Álex Acero (Antonio de la Torre Martín), un feliç pare de família, amb un xicot alcohòlic; el senyor Más (José Luis Torrijo), un empresari corrupte que fuig d'Espanya; l'Infante (José María Yazpik), un home de qui se sap poca cosa; la Norma Boss (Cecilia Roth), la dona feta error; en Ricardo Galán (Guillermo Toledo), un actor fracassat; una parella que viatgen a Cancun de lluna de mel (Miguel Ángel Silvestre i Laya Martí).

## Repartiment
- Carlos Areces: Fajas.
- Javier Cámara: Joserra Berasategui.
- Raúl Arévalo: Ulloa.
- Lola Dueñas: Bruna.
- Hugo Silva: Benito Morón.
- Antonio de la Torre: Álex Acero.
- José Luis Torrijo: El sr. Más.
- José María Yazpik: Infant.
- Cecilia Roth: Norma Boss.
- Penélope Cruz: Jessica.
- Antonio Banderas: León.
- Carmen Machi: La portera.
- Blanca Suárez: Ruth.
- Guillermo Toledo: Ricardo Galán.
- Paz Vega: Alba.
- Miguel Ángel Silvestre: El promès.
- Laya Martí: La promesa.
- Nasser Saleh: Jove étnic